# Yūmu Kudō
Yūmu Kudō (japanisch 工藤 由夢 Kudō Yūmu; * 6. Juni 1990 in der Präfektur Kanagawa) ist ein ehemaliger japanischer Fußballspieler.

## Karriere
Kudō erlernte das Fußballspielen in der Schulmannschaft der Kashima Gakuen High School und der Universitätsmannschaft der Toin University of Yokohama. Seinen ersten Vertrag unterschrieb er 2011 bei YSCC Yokohama. Am Ende der Saison 2011 stieg der Verein in die Japan Football League auf. Am Ende der Saison 2013 stieg der Verein in die J3 League auf. Für den Verein absolvierte er 26 Ligaspiele. Ende 2016 beendete er seine Karriere als Fußballspieler.